# 日本の鉄道駅一覧 あ
| あ | い | う-え   | お        | か    | き | く-け |
| こ | さ | し-しも | しや-しん | す-そ | た | ち-て |
| と | な | に      | ぬ-の     | は    | ひ | ふ-ほ |
| ま | み | む-も   | や-わ行   |       |    |       |

日本の鉄道駅一覧 あは、日本の鉄道駅のうち、あで始まるものの一覧である。

## あ

### ああ-あいち
- 相生駅 (岐阜県)（あいおいえき・長良川鉄道越美南線）
- 相生駅 (兵庫県)（あいおいえき・西日本旅客鉄道山陽新幹線・山陽本線・赤穂線）
- 相老駅（あいおいえき・わたらせ渓谷鐵道わたらせ渓谷線・東武鉄道桐生線）
- 相生山駅（あいおいやまえき）
- 相賀駅（あいがえき）
- 秋鹿町駅（あいかまちえき）
- 相川駅（あいかわえき・阪急電鉄京都本線）
- 合川駅（あいかわえき・秋田内陸縦貫鉄道秋田内陸線）
- 愛環梅坪駅（あいかんうめつぼえき）
- 愛甲石田駅（あいこういしだえき）
- 愛大医学部南口駅（あいだいいがくぶみなみぐちえき）
- 愛・地球博記念公園駅（あい・ちきゅうはくきねんこうえんえき）
- 愛知大学前駅（あいちだいがくまええき）
- 愛知御津駅（あいちみとえき）

### あいつ
「会津」がつく駅が非常に多いため、独立した節とする。
- 会津荒海駅（あいづあらかいえき）
- 会津大塩駅（あいづおおしおえき）
- 会津蒲生駅（あいづがもうえき）
- 会津川口駅（あいづかわぐちえき）
- 相月駅（あいづきえき）
- 会津高原尾瀬口駅（あいづこうげんおぜぐちえき）
- 会津越川駅（あいづこすがわえき）
- 会津坂本駅（あいづさかもとえき）
- 会津山村道場駅（あいづさんそんどうじょうえき）
- 会津塩沢駅（あいづしおざわえき）
- 会津下郷駅（あいづしもごうえき）
- 会津高田駅（あいづたかだえき）
- 会津田島駅（あいづたじまえき）
- 会津豊川駅（あいづとよかわえき）
- 会津中川駅（あいづなかがわえき）
- 会津長野駅（あいづながのえき）
- 会津西方駅（あいづにしかたえき）
- 会津坂下駅（あいづばんげえき）
- 会津桧原駅（あいづひのはらえき）
- 会津本郷駅（あいづほんごうえき）
- 逢妻駅（あいづまえき）
- 会津水沼駅（あいづみずぬまえき）
- 会津宮下駅（あいづみやしたえき）
- 会津柳津駅（あいづやないづえき）
- 会津横田駅（あいづよこたえき）
- 会津若松駅（あいづわかまつえき）

### あいな-あお
- 藍那駅（あいなえき）
- 相野駅（あいのえき・西日本旅客鉄道福知山線）
- 愛野駅 (静岡県)（あいのえき・東海旅客鉄道東海道本線）
- 愛野駅 (長崎県)（あいのえき・島原鉄道線）
- 相浦駅（あいのうらえき）
- 相ノ木駅（あいのきえき）
- あいの里教育大駅（あいのさときょういくだいえき）
- あいの里公園駅（あいのさとこうえんえき）
- 相内駅（あいのないえき）
- 相野々駅（あいののえき）
- 相原駅（あいはらえき）
- 愛別駅（あいべつえき）
- 相見駅（あいみえき）
- 愛本駅（あいもとえき・富山地方鉄道本線）
- 藍本駅（あいもとえき・西日本旅客鉄道福知山線）
- 姶良駅（あいらえき）
- アイランド北口駅（アイランドきたぐちえき）
- アイランドセンター駅
- 粟生駅（あおえき）
- 青井駅（あおいえき）
- 青井岳駅（あおいだけえき）
- 粟生津駅（あおうづえき）
- 青倉駅（あおくらえき）
- 青笹駅（あおざさえき）
- 青島駅（あおしまえき）
- 青塚駅（あおつかえき）
- 青砥駅（あおとえき）
- 青沼駅（あおぬまえき）
- 青野ケ原駅（あおのがはらえき）
- 青郷駅（あおのごうえき）
- 青野山駅（あおのやまえき）
- 青葉駅（あおばえき）
- 青葉台駅（あおばだいえき）
- あおば通駅（あおばどおりえき）
- 青葉通一番町駅（あおばどおりいちばんちょうえき）
- 青葉山駅（あおばやまえき）
- 青原駅（あおはらえき）
- 青部駅（あおべえき）
- 青堀駅（あおほりえき）
- 青海駅 (東京都)（あおみえき・ゆりかもめ東京臨海新交通臨海線）
- 青物横丁駅（あおものよこちょうえき）
- 青森駅（あおもりえき）
- 青谷駅（あおやえき）
- 青柳駅（あおやぎえき）
- 青柳町停留場（あおやぎちょうていりゅうじょう）
- 青山駅 (岩手県)（あおやまえき・いわて銀河鉄道線）
- 青山駅 (新潟県)（あおやまえき・東日本旅客鉄道越後線）
- 青山駅 (愛知県)（あおやまえき・名古屋鉄道河和線）
- 青山一丁目駅（あおやまいっちょうめえき）
- 青山町駅（あおやまちょうえき）

### あか-あこ
- 赤駅（あかえき）
- 赤井駅（あかいえき）
- 赤井川駅（あかいがわえき）
- 赤池駅 (岐阜県)（あかいけえき・長良川鉄道越美南線）
- 赤池駅 (愛知県)（あかいけえき・名古屋鉄道豊田線・名古屋市営地下鉄鶴舞線）
- 赤池駅 (福岡県)（あかいけえき・平成筑豊鉄道伊田線）
- 赤岩口停留場（あかいわぐちていりゅうじょう）
- あかおか駅
- 赤川駅（あかがわえき）
- 赤木駅（あかぎえき・東海旅客鉄道飯田線）
- 赤城駅（あかぎえき・上毛電気鉄道上毛線・東武桐生線）
- 赤倉温泉駅（あかくらおんせんえき）
- 赤坂駅 (群馬県)（あかさかえき・上毛電気鉄道上毛線）
- 赤坂駅 (東京都)（あかさかえき・東京地下鉄千代田線）
- 赤坂駅 (山梨県)（あかさかえき・富士山麓電気鉄道大月線）
- 赤坂駅 (福岡県)（あかさかえき・福岡市地下鉄空港線）
- 赤坂上駅（あかさかうええき）
- 赤坂田駅（あかさかたえき）
- 赤坂見附駅（あかさかみつけえき）
- 赤碕駅（あかさきえき・西日本旅客鉄道山陰本線）
- 赤崎駅（あかさきえき・岩手開発鉄道赤崎線）
- 赤迫停留場（あかさこていりゅうじょう）
- 明石駅（あかしえき）
- 明科駅（あかしなえき）
- 赤瀬駅（あかせえき）
- 県駅（あがたえき）
- あかぢ駅
- 赤塚駅（あかつかえき・東日本旅客鉄道常磐線）
- 暁学園前駅（あかつきがくえんまええき）
- 赤土小学校前駅（あかどしょうがっこうまええき）
- 赤野駅（あかのえき）
- 吾野駅（あがのえき）
- 赤羽駅（あかばねえき）
- 赤羽岩淵駅（あかばねいわぶちえき）
- 赤羽橋駅（あかばねばしえき）
- 赤平駅（あかびらえき）
- 赤渕駅（あかぶちえき）
- 英賀保駅（あがほえき）
- 赤星駅（あかぼしえき）
- 赤堀駅（あかほりえき）
- 赤間駅（あかまえき）
- 赤水駅（あかみずえき）
- 赤嶺駅（あかみねえき）
- 赤目口駅（あかめぐちえき）
- 赤湯駅（あかゆえき）
- 上道駅 (鳥取県)（あがりみちえき・西日本旅客鉄道境線）
- 阿川駅（あがわえき）
- 安芸駅（あきえき）
- 阿木駅（あぎえき）
- 安芸阿賀駅（あきあがえき）
- あき亀山駅（あきかめやまえき）
- 秋川駅（あきがわえき）
- 安芸川尻駅（あきかわじりえき）
- 安芸幸崎駅（あきさいざきえき）
- 昭島駅（あきしまえき）
- あき総合病院前駅（あきそうごうびょういんまええき）
- 秋田駅（あきたえき）
- 秋田貨物駅（あきたかもつえき）
- 秋田港駅（あきたこうえき・臨時）
- あきた白神駅（あきたしらかみえき）
- 秋津駅（あきつえき・西武鉄道池袋線）
- 安芸津駅（あきつえき・西日本旅客鉄道呉線）
- 安芸長束駅（あきながつかえき）
- 安芸中野駅（あきなかのえき）
- 安芸長浜駅（あきながはまえき）
- 秋葉原駅（あきはばらえき）
- 安芸矢口駅（あきやぐちえき）
- 秋山駅（あきやまえき）
- 鮎喰駅（あくいえき）
- 阿久比駅（あぐいえき）
- 阿久根駅（あくねえき）
- 阿倉川駅（あくらがわえき）
- 上ゲ駅（あげえき）
- 上尾駅（あげおえき）
- 阿下喜駅（あげきえき）
- 明智駅 (岐阜県可児市)（あけちえき・名古屋鉄道広見線）
- 明智駅 (岐阜県恵那市)（あけちえき・明知鉄道明知線）
- 明戸駅（あけとえき）
- 明野駅（あけのえき）
- 曙町停留場（あけぼのちょうていりゅうじょう）
- 曙町東町停留場（あけぼのちょうひがしまちていりゅうじょう）
- 曙橋駅（あけぼのばしえき）
- 上松駅（あげまつえき）
- 安子ケ島駅（あこがしまえき）
- 阿漕駅（あこぎえき）

### あさ-あそ
- 厚狭駅（あさえき）
- 朝霞駅（あさかえき・東武東上本線）
- 浅香駅（あさかえき・西日本旅客鉄道阪和線）
- 朝霞台駅（あさかだいえき）
- 安積永盛駅（あさかながもりえき）
- 阿佐ケ谷駅（あさがやえき）
- 浅香山駅（あさかやまえき）
- 浅川駅（あさかわえき）
- あさぎり駅（くま川鉄道湯前線）
- 朝霧駅（あさぎりえき・西日本旅客鉄道山陽本線）
- 浅草駅（あさくさえき・東武伊勢崎線・東京地下鉄銀座線・東京都交通局浅草線）
- 浅草駅 (首都圏新都市鉄道)（あさくさえき・首都圏新都市鉄道）
- 浅草橋駅（あさくさばしえき）
- 朝倉駅 (愛知県)（あさくらえき・名古屋鉄道常滑線）
- 朝倉駅 (高知県)（あさくらえき・四国旅客鉄道土讃線）
- 朝倉停留場（あさくらていりゅうじょう・とさでん交通伊野線）
- 朝倉駅前停留場（あさくらえきまえていりゅうじょう）
- 朝倉街道駅（あさくらがいどうえき）
- 朝倉神社前停留場（あさくらじんじゃまえていりゅうじょう）
- 朝地駅（あさじえき）
- 朝潮橋駅（あさしおばしえき）
- 安里駅（あさとえき）
- 朝菜町駅（あさなまちえき）
- 浅海駅（あさなみえき）
- 浅野駅（あさのえき）
- 旭駅 (千葉県)（あさひえき・東日本旅客鉄道総武本線）
- 旭駅 (高知県)（あさひえき・四国旅客鉄道土讃線）
- 朝日駅（あさひえき・東海旅客鉄道関西本線）
- 朝陽駅（あさひえき・長野電鉄長野線）
- 旭駅前通停留場（あさひえきまえどおりていりゅうじょう）
- 朝日大塚駅（あさひおおつかえき）
- 旭ヶ丘駅 (宮城県)（あさひがおかえき・仙台市地下鉄南北線）
- 旭ヶ丘停留場（あさひがおかていりゅうじょう・万葉線高岡軌道線）
- 旭ケ丘駅 (宮崎県)（あさひがおかえき・九州旅客鉄道日豊本線）
- 朝日ヶ丘駅（あさひがおかえき・一畑電気鉄道北松江線）
- 旭川駅（あさひかわえき）
- 旭川四条駅（あさひかわよじょうえき）
- 朝日通停留場（あさひどおりていりゅうじょう）
- 朝日野駅（あさひのえき）
- 旭橋駅（あさひばしえき）
- 旭前駅（あさひまええき）
- 旭町一丁目停留場（あさひまちいっちょうめていりゅうじょう）
- 旭町三丁目停留場（あさひまちさんちょうめていりゅうじょう）
- 麻生駅（あさぶえき）
- 麻布十番駅（あざぶじゅうばんえき）
- 朝熊駅（あさまえき）
- 阿左美駅（あざみえき）
- あざみ野駅（あざみのえき）
- 浅海井駅（あざむいえき）
- 浅虫温泉駅（あさむしおんせんえき）
- 朝里駅（あさりえき・北海道旅客鉄道函館本線）
- 浅利駅（あさりえき・西日本旅客鉄道山陰本線）
- 足尾駅（あしおえき）
- 味岡駅（あじおかえき）
- 阿字ヶ浦駅（あじがうらえき）
- 足利駅（あしかがえき）
- 足利市駅（あしかがしえき）
- あしかがフラワーパーク駅
- 芦ヶ久保駅（あしがくぼえき）
- 鰺ケ沢駅（あじがさわえき）
- 海鹿島駅（あしかじまえき）
- 足ケ瀬駅（あしがせえき）
- 足柄駅 (神奈川県)（あしがらえき・小田急小田原線）
- 足柄駅 (静岡県)（あしがらえき・東海旅客鉄道御殿場線）
- 芦川駅（あしがわえき）
- 安治川口駅（あじかわぐちえき）
- 安食駅（あじきえき）
- 味坂駅（あじさかえき）
- 芦沢駅（あしさわえき）
- 阿知須駅（あじすえき）
- 足滝駅（あしだきえき）
- 足立駅（あしだちえき）
- 阿品駅（あじなえき）
- 阿品東駅（あじなひがしえき）
- 芦野公園駅（あしのこうえんえき）
- 芦ノ牧温泉駅（あしのまきおんせんえき）
- 芦ノ牧温泉南駅（あしのまきおんせんみなみえき）
- 芦原駅（あしはらえき）
- 芦原町駅（あしはらちょうえき）
- 芦原橋駅（あしはらばしえき）
- 芦別駅（あしべつえき）
- 味鋺駅（あじまえき）
- 足守駅（あしもりえき）
- 芦屋駅 (阪神)（あしやえき・阪神本線）
- 芦屋駅 (JR西日本)（あしやえき・西日本旅客鉄道東海道本線）
- 芦屋川駅（あしやがわえき）
- 味美駅 (名鉄)（あじよしえき・名古屋鉄道小牧線）
- 味美駅 (JR東海交通事業)（あじよしえき・JR東海交通事業城北線）
- 網代駅（あじろえき）
- 飛鳥駅（あすかえき）
- 飛鳥山停留場（あすかやまていりゅうじょう）
- 梓橋駅（あずさばしえき）
- あすなろう四日市駅（あすなろうよっかいちえき）
- 東田停留場（あずまだていりゅうじょう）
- 東田坂上停留場（あずまださかうえていりゅうじょう）
- 安曇追分駅（あずみおいわけえき）
- 安曇沓掛駅（あずみくつかけえき）
- アスモ前駅（アスモまええき）
- 足羽駅（あすわえき）
- 足羽山公園口駅（あすわやまこうえんぐちえき）
- 安栖里駅（あせりえき）
- 阿曽駅（あそえき・東海旅客鉄道紀勢本線）
- 阿蘇駅（あそえき・九州旅客鉄道豊肥本線）
- 吾桑駅（あそうえき）
- 浅水駅（あそうずえき）
- 薊野駅（あぞうのえき）
- 阿蘇下田城駅（あそしもだじょうえき）
- 阿蘇白川駅（あそしらかわえき）

### あた-あと
- 愛宕駅 (宮城県)（あたごえき・東日本旅客鉄道東北本線）
- 愛宕駅 (千葉県)（あたごえき・東武野田線）
- 愛宕橋駅（あたごばしえき）
- 新鹿駅（あたしかえき）
- 安達駅（あだちえき）
- 足立小台駅（あだちおだいえき）
- 熱海駅（あたみえき）
- 阿田和駅（あたわえき）
- 厚保駅（あつえき）
- 厚木駅（あつぎえき）
- 厚岸駅（あっけしえき）
- 朝来駅（あっそえき）
- 熱田駅（あつたえき）
- 熱田神宮伝馬町駅（あつたじんぐうてんまちょうえき）
- 熱田神宮西駅（あつたじんぐうにしえき）
- 安土駅（あづちえき）
- 厚床駅（あっとこえき）
- 厚内駅（あつないえき）
- 安比高原駅（あっぴこうげんえき）
- 厚別駅（あつべつえき）
- 吾妻駅（あづまえき）
- あつみ温泉駅（あつみおんせんえき）
- 左沢駅（あてらざわえき）
- 安登駅（あとえき）
- 安曇川駅（あどがわえき）

### あな-あの
- 穴川駅 (千葉県)（あながわえき・千葉都市モノレール2号線）
- 穴川駅 (三重県)（あながわえき・近鉄志摩線）
- 穴内駅（あなないえき）
- 穴吹駅（あなぶきえき）
- 穴部駅（あなべえき）
- 穴水駅（あなみずえき）
- 穴守稲荷駅（あなもりいなりえき）
- 穴山駅（あなやまえき）
- 阿南駅（あなんえき）
- 阿仁合駅（あにあいえき）
- 兄畑駅（あにはたえき）
- 阿仁前田温泉駅（あにまえだおんせんえき）
- 阿仁マタギ駅（あにマタギえき）
- 姉ケ崎駅（あねがさきえき）
- 姉別駅（あねべつえき）
- 穴太駅 (三重県)（あのうえき・三岐鉄道北勢線）
- 穴太駅 (滋賀県)（あのおえき・京阪石山坂本線）
- 穴生駅（あのおえき・筑豊電気鉄道）

### あは-あほ
- 網走駅（あばしりえき）
- 網引駅（あびきえき）
- 我孫子駅 (千葉県)（あびこえき・東日本旅客鉄道常磐線・成田線）
- 我孫子駅 (大阪府)（あびこえき・Osaka Metro御堂筋線）
- 我孫子町駅（あびこちょうえき）
- 我孫子前駅（あびこまええき）
- 我孫子道停留場（あびこみちていりゅうじょう）
- 安平駅（あびらえき）
- あぶくま駅
- アプトいちしろ駅
- 油川駅（あぶらかわえき）
- 油津駅（あぶらつえき）
- 油田駅（あぶらでんえき）
- 油日駅（あぶらひえき）
- 阿夫利神社駅（あふりじんじゃえき）
- 安部駅（あべえき）
- 安倍川駅（あべかわえき）
- 阿倍野駅（あべのえき・Osaka Metro谷町線）
- 阿倍野停留場（あべのていりゅうじょう・阪堺電気軌道上町線）
- 安部山公園駅（あべやまこうえんえき）
- 阿母崎駅（あぼざきえき）
- 網干駅（あぼしえき）

### あま-あも
- 海士有木駅（あまありきえき）
- 尼ヶ坂駅（あまがさかえき）
- 尼崎駅 (JR西日本)（あまがさきえき・西日本旅客鉄道東海道本線・福知山線・JR東西線）
- 尼崎駅 (阪神)（あまがさきえき・阪神本線）
- 尼崎センタープール前駅（あまがさきセンタープールまええき）
- 天ケ瀬駅（あまがせえき）
- 尼ヶ辻駅（あまがつじえき）
- 甘木駅（あまぎえき）
- 尼子駅（あまごえき）
- 甘地駅（あまじえき）
- 天津駅（あまつえき）
- 天橋立駅（あまのはしだてえき）
- 雨晴駅（あまはらしえき）
- 天見駅（あまみえき）
- あまや駅
- 余子駅（あまりこえき）
- 餘部駅（あまるべえき）
- 余目駅（あまるめえき）
- 網野駅（あみのえき）
- 安茂里駅（あもりえき）

### あや-あよ
- 綾織駅（あやおりえき）
- 綾川駅（あやがわえき）
- 愛子駅（あやしえき）
- 綾瀬駅（あやせえき）
- 綾ノ町停留場（あやのちょうていりゅうじょう）
- 綾部駅（あやべえき）
- 菖蒲池駅（あやめいけえき）
- あやめ公園駅（あやめこうえんえき）
- 綾羅木駅（あやらぎえき）
- 鮎貝駅（あゆかいえき）
- 鮎川駅（あゆかわえき）

### あら-あろ
- 新井駅 (新潟県)（あらいえき・えちごトキめき鉄道妙高はねうまライン）
- 荒井駅 (宮城県)（あらいえき・仙台市地下鉄東西線）
- 荒井駅 (兵庫県)（あらいえき・山陽電気鉄道本線）
- 新井宿駅（あらいじゅくえき）
- 新居町駅（あらいまちえき）
- 新井薬師前駅（あらいやくしまええき）
- 荒尾駅 (岐阜県)（あらおえき・東海旅客鉄道東海道本線）
- 荒尾駅 (熊本県)（あらおえき・九州旅客鉄道鹿児島本線）
- 荒河かしの木台駅（あらがかしのきだいえき）
- 荒川一中前停留場（あらかわいっちゅうまえていりゅうじょう）
- 荒川沖駅（あらかわおきえき）
- 荒川区役所前停留場（あらかわくやくしょまえていりゅうじょう）
- 荒川車庫前停留場（あらかわしゃこまえていりゅうじょう）
- 荒川七丁目停留場（あらかわななちょうめていりゅうじょう）
- 荒川二丁目停留場（あらかわにちょうめていりゅうじょう）
- 荒川遊園地前停留場（あらかわゆうえんちまえていりゅうじょう）
- 新木駅（あらきえき・東日本旅客鉄道成田線）
- 荒木駅（あらきえき・九州旅客鉄道鹿児島本線）
- 荒子駅（あらこえき）
- 荒子川公園駅（あらこがわこうえんえき）
- 荒島駅（あらしまえき）
- 嵐山駅 (阪急)（あらしやまえき・阪急嵐山線）
- 嵐山駅 (京福電気鉄道)（あらしやまえき・京福電気鉄道嵐山本線）
- 荒瀬駅（あらせえき）
- 新野駅 (徳島県)（あらたのえき・四国旅客鉄道牟岐線）
- 荒田八幡停留場（あらたはちまんていりゅうじょう）
- 新瑞橋駅（あらたまばしえき）
- 荒砥駅（あらとえき）
- 荒畑駅（あらはたえき）
- 荒浜駅（あらはまえき）
- 荒町停留場（あらまちていりゅうじょう）
- 荒本駅（あらもとえき）
- 新屋駅 (秋田県)（あらやえき・東日本旅客鉄道羽越本線）
- 新屋駅 (群馬県)（あらやえき・上毛電気鉄道上毛線）
- 荒屋新町駅（あらやしんまちえき）
- 荒谷前駅（あらやまええき）
- 有明駅 (東京都)（ありあけえき・ゆりかもめ東京臨海新交通臨海線）
- 有明駅 (長野県)（ありあけえき・東日本旅客鉄道大糸線）
- 有明テニスの森駅（ありあけテニスのもりえき）
- 有明湯江駅（ありあけゆええき）
- 有井駅（ありいえき）
- 有井川駅（ありいがわえき）
- 有岡駅（ありおかえき）
- 有壁駅（ありかべえき）
- 有佐駅（ありさえき）
- 有栖川駅（ありすがわえき）
- 有田駅（ありたえき）
- 有戸駅（ありとえき）
- 有畑駅（ありはたえき）
- 有馬温泉駅（ありまおんせんえき）
- 有間川駅（ありまがわえき）
- 有馬口駅（ありまぐちえき）
- 有松駅（ありまつえき）
- 有峰口駅（ありみねぐちえき）
- 在良駅（ありよしえき）

### あわ-あん
- 安和駅（あわえき）
- 阿波赤石駅（あわあかいしえき）
- 安房天津駅（あわあまつえき）
- 粟井駅（あわいえき）
- 阿波池田駅（あわいけだえき）
- 阿波大谷駅（あわおおたにえき）
- 阿波大宮駅（あわおおみやえき）
- 阿波海南駅（あわかいなんえき）
- 粟ヶ崎駅（あわがさきえき）
- 安房勝山駅（あわかつやまえき）
- 阿波加茂駅（あわかもえき）
- 安房鴨川駅（あわかもがわえき）
- 阿波川口駅（あわかわぐちえき）
- 阿波川島駅（あわかわしまえき）
- 阿波川端駅（あわかわばたえき）
- あわくら温泉駅（あわくらおんせんえき）
- 安房小湊駅（あわこみなとえき）
- 阿波座駅（あわざえき）
- 淡路駅（あわじえき）
- 淡路町駅（あわじちょうえき）
- 粟島（大阪屋ショップ前）駅（あわじま（おおさかやショップまえ）えき）
- 阿波橘駅（あわたちばなえき）
- 粟津駅 (石川県)（あわづえき・西日本旅客鉄道北陸本線）
- 粟津駅 (滋賀県)（あわづえき・京阪石山坂本線）
- 阿波富田駅（あわとみだえき）
- 阿波中島駅（あわなかしまえき）
- 粟野駅（あわのえき）
- 阿波半田駅（あわはんだえき）
- 阿波福井駅（あわふくいえき）
- 阿波山川駅（あわやまかわえき）
- 芦原温泉駅（あわらおんせんえき）
- あわら湯のまち駅（あわらゆのまちえき）
- 安城駅（あんじょうえき）
- 安針塚駅（あんじんづかえき）
- 安善駅（あんぜんえき）
- 安足間駅（あんたろまえき）
- 安堂駅（あんどうえき）
- 安中駅（あんなかえき）
- 安中榛名駅（あんなかはるなえき）
- 安立町停留場（あんりゅうまちていりゅうじょう）